# Otto von Brause
Otto von Brause (* 30. September 1842 in Prenzlau; † 20. Dezember 1918) war ein preußischer Generalmajor.

## Leben

### Herkunft
Otto war ein Sohn des gleichnamigen preußischen Obersts Otto von Brause (1802–1859) und dessen Ehefrau Minna, geborene Linau († 1860). Der preußische General der Infanterie Friedrich August Wilhelm von Brause war sein Großvater.

### Militärkarriere
Nach seiner Erziehung im elterlichen Hause sowie dem Besuch der Kadettenhäuser in Potsdam und Berlin wurde Brause am 23. September 1860 als Sekondeleutnant dem Leib-Grenadier- (1. Brandenburgisches) Regiment Nr. 8 der Preußischen Armee überwiesen. Im Krieg gegen Dänemark nahm er 1864 an der Belagerung sowie dem Sturm auf die Düppeler Schanzen teil und erhielt dafür den Roten Adlerorden IV. Klasse mit Schwertern. Zur weiteren Ausbildung war er von April bis Oktober 1865 zum Lehr-Infanterie-Bataillon kommandiert. Im Jahr darauf kämpfte Brause während des Krieges gegen Österreich in den Schlachten bei Gitschin und Königgrätz.
Unter Beförderung zum Premierleutnant wurde er nach dem Friedensschluss Ende Oktober 1866 in das in Mainz stationierte Infanterie-Regiment Nr. 87 versetzt. Zu Beginn des Krieges gegen Frankreich nahm Brause mit der 1. Kompanie an den Schlachten bei Weißenburg, Wörth und Sedan teil. Während der Belagerung von Paris avancierte er am 24. September 1870 zum Hauptmann und Kompaniechef. Für sein Wirken zeichnete man ihn mit dem Eisernen Kreuz II. Klasse aus.
Mit der Beförderung zum überzähligen Major wurde Brause Anfang Februar 1882 seinem Regiment aggregiert und Mitte April 1883 zum etatmäßigen Stabsoffizier ernannt. Nach einer kurzen Verwendung als Bataillonskommandeur erfolgte am 6. Dezember 1883 seine Versetzung in gleicher Eigenschaft in das 3. Hessische Infanterie-Regiment Nr. 83 nach Kassel. Der Regimentschef Fürst Georg Viktor zu Waldeck und Pyrmont verlieh ihm für seinen Dienst das Militär-Verdienstkreuz II. Klasse. Als Oberstleutnant schloss sich vom 19. September 1888 bis zum 21. November 1890 eine Verwendung als etatmäßiger Stabsoffizier im 3. Westfälischen Infanterie-Regiment Nr. 16 in Köln an. Anschließend unter Stellung à la suite zunächst mit der Führung des Infanterie-Regiments „von Courbière“ (2. Posensches) Nr. 19 beauftragt, wurde Brause mit der Beförderung zum Oberst am 15. Dezember 1890 zum Regimentskommandeur ernannt. In Genehmigung seines Abschiedsgesuches wurde er am 12. September 1894 unter Verleihung des Charakters als Generalmajor mit Pension zur Disposition gestellt.

### Familie
Brause hatte sich am 9. Mai 1867 in Frankfurt (Oder) mit Louise Ullricy verheiratet. Aus der Ehe gingen zwei Söhne und drei Töchter hervor.